# Alfred Berger
Alfred Berger (Vienna, 25 agosto 1894 – 11 giugno 1966) è stato un pattinatore artistico su ghiaccio austriaco, campione mondiale e olimpico nella pattinaggio di figura artistico a coppie negli anni venti.
In coppia con Helene Engelmann vinse due titoli mondiali, nel 1922 e nel 1924, e la medaglia d'oro ai I Giochi olimpici invernali nel 1924. Furono la prima coppia ad inserire i sollevamenti in un programma di gara ad una competizione internazionale.

## Palmarès
| Internazionali            | Internazionali | Internazionali | Internazionali | Internazionali |
| Evento                    | 1921           | 1922           | 1923           | 1924           |
| ------------------------- | -------------- | -------------- | -------------- | -------------- |
| Giochi olimpici invernali |                |                |                | 1°             |
| Campionati mondiali       |                | 1°             |                | 1°             |
| Nazionali                 |                |                |                |                |
| Campionati austriaci      | 1°             | 1°             | 1°             |                |